# Archocentrus spinosissimus
Archocentrus spinosissimus és una espècie de peix de la família dels cíclids i de l'ordre dels perciformes.

## Morfologia
- Els mascles poden assolir 11 cm de longitud total.[4][5]

## Hàbitat
És una espècie de clima tropical entre 26 °C-28 °C de temperatura.

## Distribució geogràfica
Es troba al vessant atlàntic de Centreamèrica: conca del llac Izabal (Guatemala).